# Xã Columbus, Quận Johnson, Missouri
Xã Columbus (tiếng Anh: Columbus Township) là một xã thuộc quận Johnson, tiểu bang Missouri, Hoa Kỳ. Năm 2010, dân số của xã này là 1.124 người.